# جان كلود لامي
جان كلود لامي (بالفرنسية: Jean-Claude Lamy)‏ هو صحفي وكاتب فرنسي، ولد في 3 أغسطس 1941 في فالانس في فرنسا.